# Vajda Miklós
Vajda Miklós (Budapest, 1931. július 19. – Budapest, 2017. április 25.) magyar műfordító, kritikus, szerkesztő. Keresztanyja Bajor Gizi, nagynénje Kádár Erzsébet volt.

## Életpályája
Szülei dr. Vajda Ödön (1884–1946) ügyvéd és dr. Csernovics Judit voltak. A középiskolát a ciszter, későbbi nevén Állami Szent Imre Gimnáziumban végezte. Osztálytársai voltak többek között: Abody Béla, Györgyi Géza és Latinovits Zoltán.
1949–1953 között az ELTE BTK angol–magyar szakos hallgatója volt. 1954–1958 között a Szépirodalmi Könyvkiadó felelős szerkesztőjeként dolgozott. 1958–1963 között szabadúszó műfordító; 1964–1989 között a The New Hungarian Quarterly irodalmi szerkesztője, 1999–2005 között főszerkesztője volt. 1989-ben az austini Texasi Egyetem vendégprofesszoraként ténykedett.
1965-ben a Vígszínházban mutatkozott be drámafordítóként, Arthur Miller Közjáték Vichyben címet viselő művét ültette át magyarra. Fordításai időtállóak, folyamatosan jelen vannak a magyar színházak repertoárján. Az Amadeus című Peter Shaffer-darabot például 1982 és 2016 között tizenegy színház játszotta Vajda Miklós fordításában.
2009-ben jelent meg első, önéletrajzi ihletettségű műve az Anyakép amerikai keretben, mellyel komoly kritikai sikert aratott. Az először a Holmi folyóiratban folytatásokban közölt mű (2007/10; 2008/6; 2008/12) önálló kötetben a következő évben jelent meg, és azt a különleges bravúrt érte el, hogy két évben is felkerült az AEGON művészeti díj tízes listájára.

## Művei
- Bajor Gizi; szerk. Vajda Miklós, fotó Escher Károly; Magvető, Bp., 1958
- Angol költők antológiája (szerkesztette Szabó Lőrinccel, 1960)
- Észak-amerikai költők antológiája (szerkesztő, 1966)
- Modern Hungarian Poetry (szerkesztő, 1977)
- Klasszikus angol költők 1-2.; vál. Szenczi Miklós, Kéry László, Vajda Miklós, jegyz. Ferencz Győző; Európa, Bp., 1986
- Évről évre. Graves-díjas költők antológiája. Huszonhárom esztendő legszebb magyar versei; szerk. Vajda Miklós; Magyar Írószövetség–Békés Megyei Könyvtár, Bp.–Békéscsaba, 1992 (Bibliotheca Hungarica)
- Ferenczy Béni estéje; Tótfalusi Kis Miklós Nyomdaipari Műszaki Szakközép- és Szakmunkásképző, Bp., 1999; ("Génius" könyvek)
- An Island of Sound (társszerkesztő, 2004)
- Anyakép, amerikai keretben. Magvető kiadó (2009)[11]
- Éj volt, egy síró magyar költővel az ágyon. Portrék; Magvető, Bp., 2012[12]
- „Mert szeretet nélkül én meghalok” – Bajor Gizi és Vajda Ödön szerelme és házassága leveleikben. Noran Libro (2012)

## Fordításai

### Drámafordításai
- Edward Albee:  Bessie Smith halála
- John Arden: Musgrave őrmester tánca
- Alna Ayckbourn: Az ejnye-bejnye kórus
- Aln Bennett: Beszélő fejek (I-II-III)
- Patrick Barlow: 39 lépcső
- Agatha Christie: A vád tanúja
- Brian Clark: Mégis kinek az élete?
- Donald L. Coburn: Kopogós römi
- Ray Cooney: Ne most drágám!
- Noël Coward: Alkonyi Dal
- Dürrenmatt: Meteor
- Paul Foster: Tom Paine
- Michael Frayn: Kész komédia
- Jon Gay: Koldusopera
- Pam Gems: Szívecskéim
- Leonard Gershe: A Pillangók szabadok
- Simon Gray:
  - Kicsengetés
  - Butley
- David    Harrower: Blackbird
- Ronald Harwood: A karmester
- Ibsen:
  - A nép ellensége
- Davis Hare: A titkos elragadtatás
- Frederick Knott: Várj, míg sötét lesz
- Peter Luke: VII. Hadrián
- Patrick Marber: After Miss Julie
- Ronald Millar: Abelard és Heloise
- Arthur Miller:
  - Alku
  - A bűnbeesés után
  - A világ teremtése és egyéb ügyek
  - Az érseki palota mennyezete
  - Az utolsó jenki
  - Az ügynök halála
  - Hegyi út
  - Játék az időért
  - Kanyargó időben
  - Két hétfő emléke
  - Közjáték Vichyben
  - Nem emlékszem semmire
  - Pillantás a hdról
  - Szerelmi történet
  - Válás Kaliforniában
- O'Neill:
  - A költő és üzlete
  - Vágy a szilfák alatt
  - Eljő a jeges
- Peter Nichols: Tojás Joe halálának egy napja
- Harold Pinter: Senki földje
- Schisgal: A gépírók
- Shaffer: Amadeus
- Neil Simon: Mezítláb a parkban
- Bernard Slade:
  - Romantikus komédia
  - (Egy)mással
- Stoppard: Íme, egy igaz ember

### Egyéb műfordításai
- H. E. Bates: A jacaranda-fa (regény, 1957)
- Irwin Shaw: Oroszlánkölykök (regény, 1959)
- Jack London: A mexikói (elbeszélés, 1956)
- Sir Gawain és a zöld lovag zord históriája régi angol versben a brit előidőkből (1960)
- Thomas Hardy: Az asszonyért (elbeszélés, 1961)
- Sherwood Anderson: Winesburg, Ohio (elbeszélések, 1962)
- Mark Twain: Emlékek, gondolatok (Szász Imrével, Valkay Saroltával, 1962)
- Walter Scott: A talizmán (regény, Szász Imrével, 1963)
- Stefan Heym: Az értelem világa (regény, 1966)
- Theodore Dreiser: Carrie drágám (regény, (Vajda Gáborral, 1967)
- Friedrich Dürrenmatt: Drámák (drámák, Fáy Árpáddal, Ungvári Tamással, 1967)
- Joseph von Eichendorff: Egy mihaszna életéből (elbeszélés, 1968)
- Johann Wolfgang von Goethe: Götz von Berlichingen (dráma, 1972)
- W. J. Smith: Laktanyaivadék (önéletrajz, 1981)

## Díjai, kitüntetései
- Kiváló Munkáért (1980)
- A Magyar Népköztársaság Csillagrendje (1985)
- Fulbright-ösztöndíj (1988)
- Déry Tibor-díj (1999)
- Magyar Köztársasági Arany Érdemkereszt (2006)
- Szépíró-díj (2010)